# Pevnost Hohensalzburg
Pevnost Hohensalzburg, jinak Horní zámek Salcburk (též pevnost) je situována na vrcholu zvaném Festungsberg, skalnatém kopci v rakouském městě Salcburk. Hrad byl vystavěn na příkaz arcibiskupa salcburského v 11. století na místě opuštěné římské strážní věže. Pevnost je délkou 250 metrů a šířkou 150 metrů jedním z nejrozlehlejších středověkých hradů v Evropě.[zdroj⁠?!]

## Historie

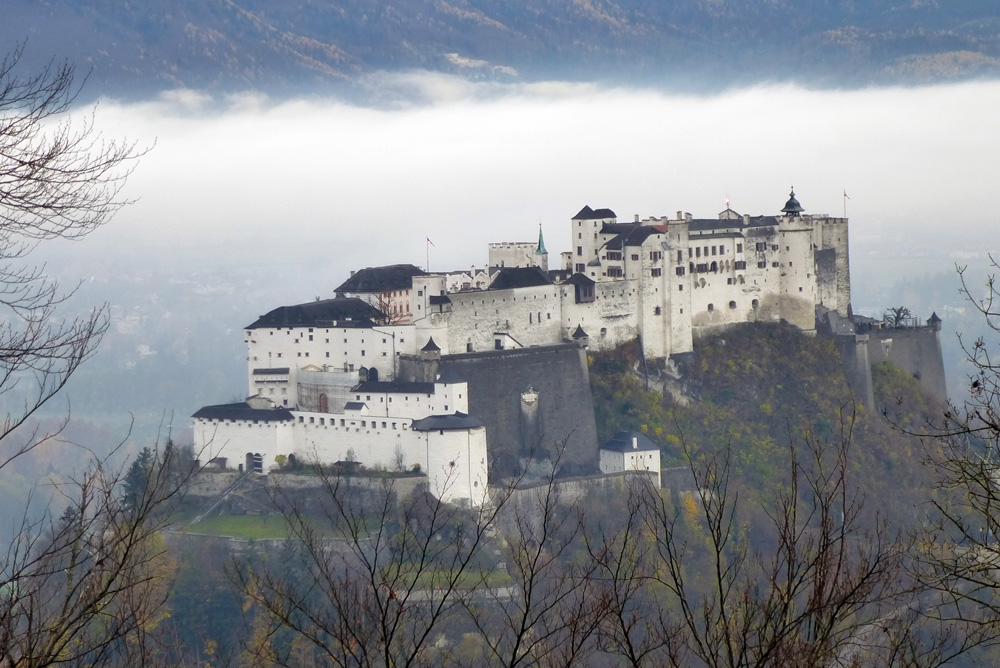
Pevnost Hohensalzburg z výšky

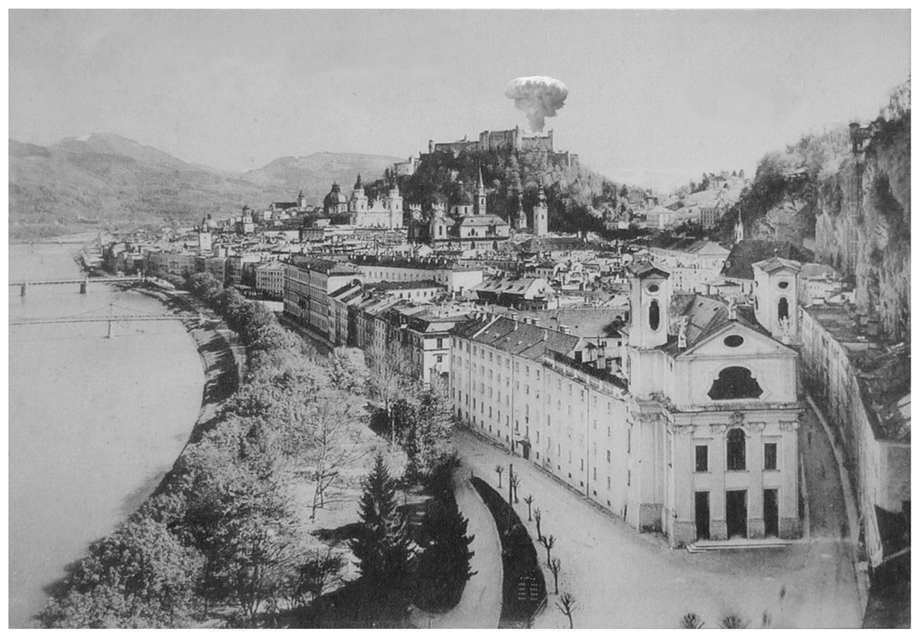
Pevnost Hohensalzburg - 50. léta.

V počátku druhého tisíciletí dochází k mnoha rozporům mezi církví a světskou mocí i konfliktům vně křesťanského hnutí. Tzv. boje o investituru jsou také součástí historie pevnosti Hohensalzburg. Pře mezi papežem a králem vrcholila otázkou, kdo má právo na jmenování biskupů. Křesťanské hnutí bylo oslabeno vnitřními spory a došlo k rozkolu dosud jednotné církve. Na svoji obranu i obranu církve nechal roku 1077 salcburský arcibiskup Gebhard, který stál na straně papeže, postavit pevnosti Hohensalzburg, Hohenwerfen a Friesach. Stavby byly dokončeny mezi lety 1160 a 1147.
Za tak zvané Maďarské války a selských povstání v 15. a 16. století, které se nevyhnuly ani Salcburku, sloužila pevnost jako nedobytné a bezpečné místo pro salcburské arcibiskupy. Bylo to období, kdy byla pevnost výrazně rozšířena a přebudována Leonhardem von Keutschach do dnešní podoby s množstvím věží a několikanásobnými hradebními okruhy. Celá stavba byla zvýšena a byly přistavěny sýpky a zbrojnice. Vnitřní prostory dostaly honosnou podobu – ornamentální kresby a gotické reliéfy jsou výzdobou Zlatého sálu a Zlaté komnaty.
V rámci rekonstrukcí hradu mezi lety 1495 a 1519 byla zbudována i první, velmi jednoduchá zubačka, dráha vedoucí na horní nádvoří hradu. Jejím konstruktérem byl Matthäus Lang von Wellenburg pomocník arcibiskupa Loenharda von Keutschacha. Svým způsobem jde o první a nejstarší železnici na světě. Ta funguje, ve zmodernizované podobě, dodnes. Součástí výzdoby hradu se staly i rodové erby Leonharda z Keutschachu – lev držící erb Keutschachů mezi tlapami je symbol síly a pevnosti. V knížecích pokojích se mimo jiné zachovala velká bohatě zdobená kachlová kamna z roku 1501. Poslední stavební úpravou jsou mohutný bastion Kočka, vystavěný za arcibiskupa Parise von Lodrona a obranná terasa Khuenburgbastei, vystavěná nad městem v roce 1681. Pevnost Hohensalzburg se nikdy nepovedlo dobýt. Pevnost byla dále vylepšována od počátku 17. století, zejména v období třicetileté války, jejíž boje se však Salcburku díky arcibiskupově neutralitě vyhnuly.
Pevnost ve své dlouhé historii sloužila jako nedobytný, obranný hradní komplex, jako rezidenční sídlo knížecích arcibiskupů, ale i jako věznice a od roku 1816 též jako kasárna. Arcibiskup Wolf Dietrich zde byl doživotně vězněn až do roku 1617, a to svým následovníkem, synovcem Markem Sittikem.

## Současnost
Hrad se stal jednou z hlavních navštěvovaných památek Salcburku. Do dnešní podoby byl uveden v 19. století. Lanová dráha byla otevřena 1892. Na počátku 20. století byl hrad užíván jako vězení. Za první světové války zde bylo vězněno mnoho italských vojáků, později zde byli zadržováni rakouští nacisté před okupací Rakouska Německem.
Dnes Hohensalzburská pevnost slouží jako každoroční místo setkání pro umělce z celého světa v rámci Salzburg Summer Academy.